# Sæweard
Sæweard, Sæward ou Seward est un roi d'Essex du début du VIIe siècle.

## Biographie
D'après l'Histoire ecclésiastique du peuple anglais du moine northumbrien Bède le Vénérable, à la mort du roi Sæberht, ses trois fils montent sur le trône ensemble et s'emploient à faire disparaître la religion chrétienne de leur royaume au profit de l'ancienne foi païenne. L'évêque de Londres Mellitus, qui refuse de leur donner l'hostie puisqu'ils ne sont pas baptisés, est chassé du royaume. L'exil de Mellitus, qui suit de peu la mort de Sæberht, prend place en 616 ou 617.
Bède ne donne pas les noms de ces trois frères, probablement en raison de leur comportement vis-à-vis du christianisme, qui s'explique sans doute également comme une réaction contre la domination kentique sur les Saxons de l'Ouest. Les listes généalogiques des rois d'Essex fournissent les noms de deux des fils de Sæberht : Sæweard et Seaxred. Le troisième frère pourrait être Seaxbald, le père du roi Swithhelm.
Bède indique que les fils de Sæberht sont tués en affrontant les Gewissae. Le chroniqueur Roger de Wendover date cette bataille de 623. Les listes généalogiques des rois d'Essex indiquent que Sæweard laisse un fils nommé Sigeberht. Deux rois d'Essex portent ce nom, Sigeberht le Petit et Sigeberht le Bon, mais il est impossible de déterminer lequel des deux est le fils de Sæweard.